# Петропавловская церковь (Волоколамск)

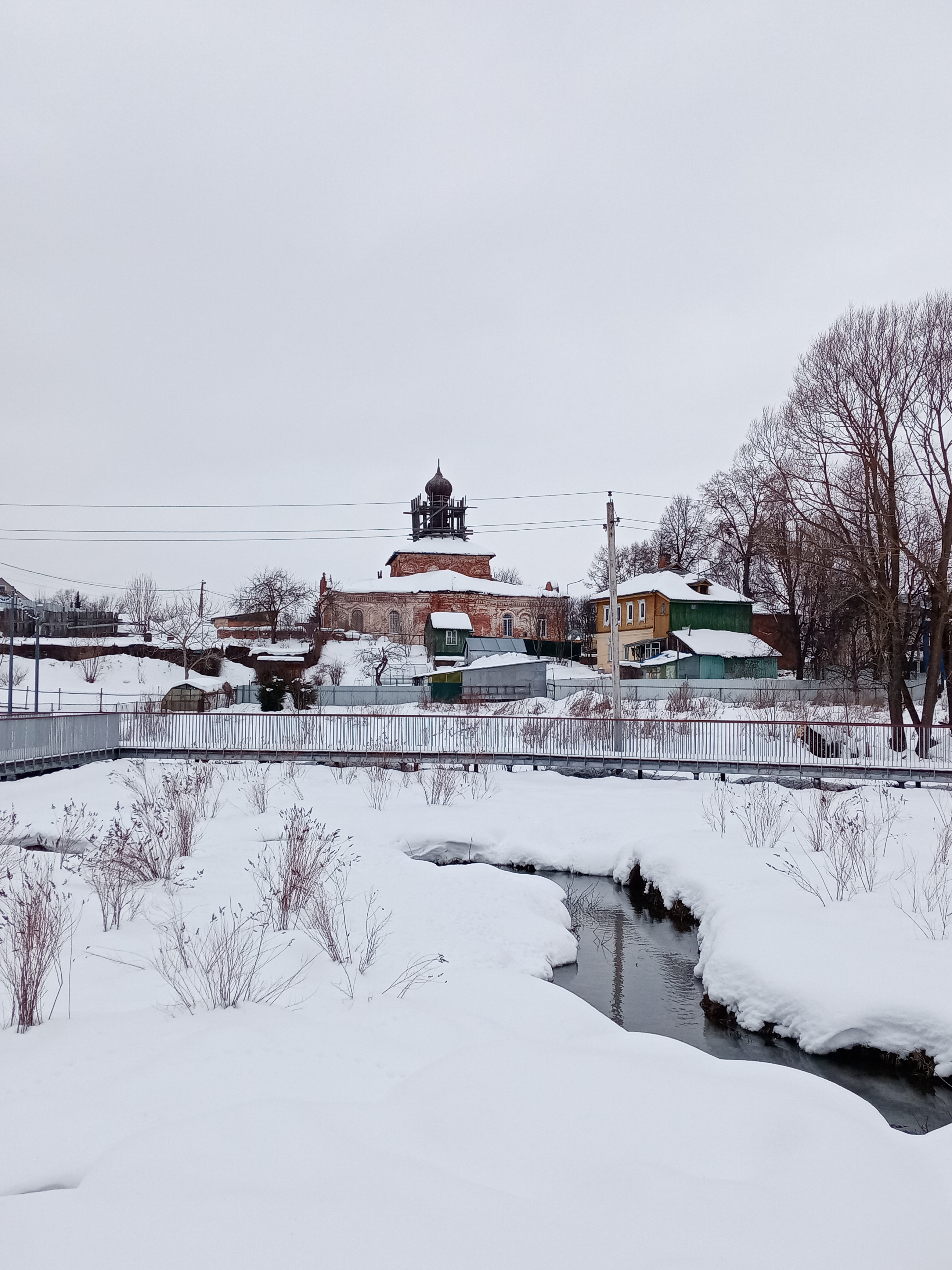

Петропавловская церковь — недействующая приходская церковь в Волоколамске (современный адрес: Советская улица, 28). Построена в конце XVII века. Объект культурного наследия регионального значения.

## История
С 1460 года по 1490 год во Власиевском монастыре жила мать преподобного Иосифа Волоцкого Марина, принявшая там постриг под именем инокини Марии.
После смерти своей матери преподобный возвел над ее могилой деревянную церковь (придел) во имя Первоверховных Апостолов Петра и Павла. В 1638 году Власьевский монастырь был приписан к Иосифо-Волоцкому монастырю и стал городским подворьем обители.
В 1693-1696 годах по благословению патриарха Андриана на этом же месте стараниями архимандритов Иосифо-Волоцкого монастыря Николая и Алексия с братией был возведен каменный храм апостолов Петра и Павла, ставший основным монастырским собором Власьевского монастыря. Собор представлял собой одноглавую церковь с шатровой колокольней.
Власиевский монастырь Волоколамска просуществовал до 1764 года. Тогда обитель была упразднена, а соборный монастырский Петропавловский храм стал приходской церковью,
В 1767—1770 гг. в трапезной была устроена тёплая церковь Алексия человека Божия, но в 1827—1830 гг. эту церковь разобрали, а трапезную расширили, обустроив в ней два придела: во имя святого великомученика Георгия Победоносца и святого Алексия человека Божия
В 1884—1886 гг. трапезная и колокольня были перестроены с расширением по проекту С. И. Бородина,  уроженца деревни Холстниково Волоколамского уезда. Приделы были значительно расширены, подняты своды, у храма появились три входа, надгробие над могилой схимонахини Марии (Саниной) отреставрировано.
Последним настоятелем перед закрытием храма был архимандрит Никон Беляев.27 ноября 1937 года он был арестован и заключен в тюрьму в Волоколамске. 5 декабря 1937 года тройка НКВД приговорила о. Никона к расстрелу, а 10 декабря он был расстрелян и погребен в общей могиле на полигоне Бутово под Москвой. 26 декабря 2003 года причислен к лику новомучеников Российских.
После ареста последнего настоятеля приход был закрыт, храм был обезображен: были снесены верхние ярусы шатровой колокольни, храмовый купол и подкупольный барабан, расхищено все церковное убранство, уничтожено надгробие схимонахини Марии, -  гробницу сравняли с уровнем пола. 
Долгие годы здание храма использовалось для производственных нужд и от этого очень пострадало. В 70-е храм был перестроен под хлебозавод, в результате чего фрески разрушились, а весь внутренний декор храма был утрачен. Позднее в здании был открыт гараж и автомастерская, для въезда пробита южная стена четверика, пристроены хозяйственные постройки. В 1992-1994 годах здание сдавалось в аренду под размещение мастерской по изготовлению мягкой мебели. В 1995 году в нем размещались мастерские АО «Мособлстройрестоврация». В 2008 году здание перешло к коммунальной службе, в нем была обустроена столярная мастерская, от работающих станков пошли трещины в стенах, кирпичная кладка осыпалась, при прокладке канализации рабочими самовольно была вскрыта могила схимонахини Марии, а ее останки залиты бетоном. 
15 марта 2002 года Волоколамский Петропавловский храм правительством Московской области был признан особо сберегаемым культурным объектом регионального значения.
3 апреля 2015 года состоялась торжественная церемония передача по договору дарения здания храма Волоколамскому благочинию, начался процесс реставрации, в ходе которой разоренный храм должны быть восстановлен. Приписан к Богородицерождественскому храму г. Волоколамск
С февраля 2022 в левом приделе храма еженедельно совершаются богослужения.

## Архитектура
Стилистически церковь характерна для московского зодчества конца XVII века. Это бесстолпный одноглавый храм с крупной трёхчастной апсидой. Основной прямоугольный объём перекрыт сомкнутым сводом, а стены венчает парапет с кокошниками. В основном сохранился внешний декор конца XIX века в русском стиле. Среди поздних пристроек с западной стороны сохранилось основание колокольни конца XVII века. В колокольне, которую называли в числе лучших памятников Волоколамска, было четыре яруса, она венчалась шатром. Первоначальные внутренняя отделка и убранство не сохранились.